# Karl Höltermann
Pour les articles homonymes, voir Holtermann.
Karl Höltermann (né le 20 mars 1894 à Pirmasens, mort le 3 mars 1955 à Kings Langley) est un homme politique et journaliste allemand.

## Biographie
Karl Höltermann est le frère aîné d'Arthur Höltermann, qui sera secrétaire d'État bavarois après la Seconde Guerre mondiale.
Fils de cordonnier, Höltermann suit une formation de typographe et devient membre de la Jeunesse ouvrière socialiste (de), plus tard le SPD. Après avoir terminé son apprentissage, il voyage à l'étranger. De 1915 à 1918, il est soldat pendant la Première Guerre mondiale. Après la guerre, il réprime la république des conseils de Bavière. À partir de 1919, il travaille comme journaliste, devient rédacteur en 1920 puis rédacteur en chef du quotidien social-démocrate Magdeburger Volksstimme. En 1922-1923, il est cofondateur de Republikanischen Notwehr à Magdebourg. En février 1924, il est cofondateur et devient vice-président de la Reichsbanner Schwarz-Rot-Gold avant de succéder à Otto Hörsing en décembre 1931 en tant que président par intérim et en même temps membre fondateur du Front de fer. En avril 1932, il fut élu président fédéral de la Reichsbanner et occupe ses fonctions jusqu'à l'interdiction de l'association en mars 1933. De juillet 1932 à juin 1933, il est membre du Reichstag pour la circonscription de Magdebourg en tant que représentant du SPD.
En raison de sa résistance au nazisme, il vit illégalement à Berlin à partir de 1933. Sa famille est arrêtée par la Gestapo. Début mai 1933, il réussit à s'enfuir à Amsterdam. Höltermann séjourne aussi temporairement en Belgique et dans la région de la Sarre. Un mandat d'arrêt est lancé contre lui en 1934 ; ce mandat d'arrêt émis contre lui est en vigueur jusqu'à sa mort. En juin 1935, lui et sa famille sont officiellement expatriés.
À ce moment, il se trouve à Londres. Il noue des relations dans le Labour, après avoir vainement tenté de se faire reconnaître comme le représentant officiel de la social-démocratie allemande. Il rencontre en 1940 le diplomate allemand Wolfgang Gans zu Putlitz, qui travaille pour les services secrets britanniques. Il constitue en 1941, avec un certain nombre d’émigrés comme le Sarrois Max Braun et le socialiste Arthur Artz, un groupe de parlementaires opposé à la tentative de Vogel pour assimiler les petits partis socialistes de gauche. Höltermann a des relations certaines avec la Deutsche Freiheitspartei et avec la droite de l’émigration, Rauschnig, Brüning et Sollmann. En 1942, il est dénoncé par la presse proche de Robert Vansittart comme travaillant à décharger l’Allemagne de toute responsabilité dans la Seconde Guerre mondiale. En fait, à partir de cette année, il se retire de la politique, ne revient qu'épisodiquement en Allemagne après la guerre et meurt, employé dans une maison d’édition anglaise.
Une rue de Berlin-Gropiusstadt porte son nom.